# Reinhold Mathy
Reinhold Mathy (Memmingen, 12 aprile 1962) è un ex calciatore tedesco, di ruolo attaccante.

## Carriera
Attaccante dal fisico longilineo, soprannominato “sardina”, considerato una grande promessa tedesca nei primi anni ‘80, con il Bayern Monaco vinse per quattro volte il campionato tedesco (1981, 1985, 1986, 1987) e per tre volte la Coppa di Germania (1982, 1984, 1986). Disputò da titolare la finale della Coppa dei Campioni 1981-1982 con indosso la maglia numero 10, ma nell’occasione più importante della propria carriera non incise e venne sostituito nel secondo tempo. La gara fu vinta dagli avversari dell’Aston Villa, dati per sfavoriti quasi unanimemente. Da quel momento il giocatore, soltanto ventenne e con un’intera carriera davanti, si perse (salvo sporadiche giornate di gloria), senza spiccare il salto di qualità che in tanti si aspettavano, venendo via via bollato dalla stampa specializzata come giocatore privo di nerbo e personalità. A 25 anni, dopo aver meditato il ritiro a causa della depressione, venne ceduto dal club bavarese e concluse la carriera nel 1993 nelle serie minori. Negli anni successivi al ritiro patì nuovamente problemi psicologici, ma l’abbraccio della fede cattolica ha contribuito alla sua ripresa definitiva.

## Palmarès
- Campionato tedesco: 4

Bayern Monaco: 1980-1981, 1984-1985, 1985-1986, 1986-1987
- Coppa di Germania: 3

Bayern Monaco: 1981-1982, 1983-1984, 1985-1986